# Kelvin Graham
Kelvin John Graham (* 27. April 1964) ist ein ehemaliger australischer Kanute.

## Erfolge
Kelvin Graham nahm 1988 in Seoul im Zweier-Kajak mit Peter Foster erstmals an den Olympischen Spielen in zwei Wettbewerben teil. Über 500 Meter mussten sie nach einem fünften Rang im Vorlauf in die Hoffnungsläufe, konnten ihren aber gewinnen. Nach einem vierten Platz in ihrem Halbfinallauf schieden sie jedoch letztlich aus. Erfolgreicher verlief der Wettkampf auf der 1000-Meter-Strecke. Nach zweiten Plätzen im Vorlauf und dem Halbfinale qualifizierten sie sich für den Endlauf, den sie nach 3:33,76 Minuten auf dem dritten Platz beendeten. Nur die siegreichen US-Amerikaner Gregory Barton und Norman Bellingham sowie Ian Ferguson und Paul MacDonald aus Neuseeland waren noch schneller gewesen.
Bei den Olympischen Spielen 1992 in Barcelona gehörte er neben Ramon Andersson, Ian Rowling und Steve Wood zum australischen Aufgebot im Vierer-Kajak. Sie gewannen ihren Vorlauf und qualifizierten sich nach einem dritten Platz im Halbfinale für den Endlauf. Die 1000-Meter-Distanz absolvierten sie dort in 2:56,97 Minuten, womit sie hinter dem deutschen Vierer-Kajak und der ungarischen Mannschaft die Bronzemedaille gewannen.